# Tailson
Tailson Pinto Gonçalves, noto semplicemente come Tailson (Santo André, 5 marzo 1999), è un calciatore brasiliano, centrocampista dell'FC Politehnica Iași.

## Caratteristiche tecniche
È un trequartista.

## Carriera
Cresciuto nel settore giovanile del Santos, ha esordito in prima squadra il 5 ottobre 2019 disputando l'incontro di Série A vinto 1-0 contro il Vasco da Gama proprio grazie ad una sua rete.

## Statistiche
Statistiche aggiornate al 18 agosto 2019.

### Presenze e reti nei club
| Stagione        | Squadra         | Campionato      | Campionato | Campionato | Coppe nazionali | Coppe nazionali | Coppe nazionali | Coppe continentali | Coppe continentali | Coppe continentali | Altre coppe | Altre coppe | Altre coppe | Totale | Totale | Totale |
| Stagione        | Squadra         | Comp            | Pres       | Reti       | Comp            | Pres            | Reti            | Comp               | Pres               | Reti               | Comp        | Pres        | Reti        | Pres   | Reti   |        |
| --------------- | --------------- | --------------- | ---------- | ---------- | --------------- | --------------- | --------------- | ------------------ | ------------------ | ------------------ | ----------- | ----------- | ----------- | ------ | ------ | ------ |
| 2019            | Santos          | A1/SP+A         | 0+11       | 1          | CB              | 0               | 0               | CS                 | 0                  | 0                  |             | -           | -           | 11     | 1      |        |
| 2020            | Santos          | A1/SP+A         | 5+13       | 0          | CB              | 1               | 0               | CL                 | 0                  | 0                  |             | -           | -           | 19     | 0      |        |
| 2021            | Santos          | A1/SP+A         | 2+0        | 0          | CB              | 0               | 0               | CL                 | 0                  | 0                  |             | -           | -           | 2      | 0      |        |
| 2021            | Coritiba        | A1/PR+B         | 6+2        | 0          | CB              | 2               | 0               |                    | -                  | -                  |             | -           | -           | 10     | 0      |        |
| 2021            | Náutico         | A1/PE+B         | 0+7        | 0          | CB              | 0               | 0               |                    | -                  | -                  |             | -           | -           | 7      | 0      |        |
| 2023            | Santos          | A1/SP+A         | 2+3        | 0          | CB              | 0               | 0               |                    | -                  | -                  |             | -           | -           | 5      | 0      |        |
| 2023            | Ferroviária     | A1/SP           | 2          | 0          |                 | -               | -               |                    | -                  | -                  |             | -           | -           | 2      | 1      |        |
| Totale carriera | Totale carriera | Totale carriera | 53         | 1          |                 | 3               | 0               |                    | 0                  | 0                  |             | -           | -           | 56     | 1      |        |